# Davy Jones (Pirates of the Caribbean)
Davy Jones er en person i Pirates of the Caribbean-serien spillet af Bill Nighy. 

## Om Davy Jones
Jones er hersker over de syv verdenshave og kaptajn på Den Flyvende Hollænder, det berygtede spøgelsesskib. Hvis man har en aftale med Davy Jones kan man ikke løbe fra den, og man er tvunget til at arbejde 100 år ombord på skibet. Alle besætningsmedlemmerne begynder efterhånden at ligne søuhyrer pga. forholdene på skibet. 
Jones er flere hundrede år gammel, og da han var yngre forelskede han sig i en barsk og utæmmelig kvinde. Smerten blev for stor for ham, da han ikke kunne få kvinden i sit liv, så derfor skar han sit hjerte ud og gemte det i en kiste. Kisten blev gemt på Isla Cruces og kendt som "død mands kiste". Den, der besidder hjertet i kisten, har magten til at få Davy Jones til at gøre lige, hvad man har lyst til. 
Hjertet blev i Pirates of the Caribbean: Dead Man's Chest stjålet af James Norrington og bragt til Cutler Beckett, som havde magten over Jones, indtil krigen mellem "The black Pearl" og "Den flyvende hollænder" finder sted i midten af malstrømmen, hvor Jones stikker sværdet i hjertet af Orlando Bloom (William Turner), men Johnny Depp (Jack Sparrow) løber hen og stikker kniven i Jones' hjerte med Orlando Blooms (William Turners) hånd.